# Benetton B187
La Benetton B187 è una monoposto di Formula 1 costruita dal team Benetton Formula per la stagione 1987. 

## Progetto
Dopo i buoni risultati ottenuti nel 1986, la Benetton scelse di impostare il progetto per la nuova vettura ricalcando e aggiornando quello della previgiente B186: le modifiche riguardarono il muso, cui venne conferito un profilo curvilineo, le pance laterali (ridotte nelle dimensioni e modificate nella geometria).
Per quanto concerne la motorizzazione, terminata la collaborazione con BMW, la squadra ottenne la fornitura ufficiale dei propulsori turbocompressi Ford TEC V6.
Dopo il passaggio di Gerhard Berger alla Ferrari, al suo posto venne chiamato Thierry Boutsen, che affiancò il confermato Teo Fabi.

## Livrea e sponsorizzazioni
Al momento della presentazione la macchina presentava una carrozzeria in gran parte bianca, con le sole pance laterali colorate in verde e rosso. In gara la livrea adottò uno schema pentacromatico, col verde Benetton relegato all'avantreno (unito a fasce laterali rosa), mentre la sezione centrale e il retrotreno si tinsero di blu, rosso e giallo. Come nel 1986, i marchi correlati alla holding di Ponzano Veneto occuparono buona parte del corpo vettura, 
Ambedue le forniture tecniche principali vennero sostituite: Mobil subentrò a Wintershall per olio e carburante, mentre Goodyear (divenuto esclusivista per il mondiale di Formula 1) sostituì Pirelli per gli pneumatici.

## Rendimento
In campionato il team non vinse nessuna gara, né ottenne pole, ma riuscì a fare più punti rispetto al 1986 (28) e a risalire di una posizione nel campionato costruttori (5º). Fabi fu anche autore del giro più veloce al Gran Premio di San Marino 1987.

## Risultati completi
Legenda: (I risultati in grassetto indicano la Pole Position; quelli in corsivo indicano i giri più veloci in gara.)
| Anno | Vettura | Motore            | Gomme | Piloti  |     |     |     |     |     |     |   |     |     |   |   |    |     |     |     |     |  |  |  |  |  |  |  |  | Punti | Pos. |
| ---- | ------- | ----------------- | ----- | ------- | --- | --- | --- | --- | --- | --- | - | --- | --- | - | - | -- | --- | --- | --- | --- |  |  |  |  |  |  |  |  | ----- | ---- |
| 1987 | B186    | Ford GBA V6 Turbo | G     | Fabi    | Rit | Rit | Rit | 8   | Rit | 5   | 6 | Rit | Rit | 3 | 7 | 4  | Rit | 5   | Rit | Rit |  |  |  |  |  |  |  |  | 28    | 5º   |
| 1987 | B186    | Ford GBA V6 Turbo | G     | Boutsen | 5   | Rit | Rit | Rit | Rit | Rit | 7 | Rit | 4   | 4 | 5 | 14 | 16  | Rit | 5   | 3   |  |  |  |  |  |  |  |  | 28    | 5º   |